# Neothyonidium dearmatum
Neothyonidium dearmatum is een zeekomkommer uit de familie Phyllophoridae.
De wetenschappelijke naam van de soort werd in 1907 gepubliceerd door A. Dendy & E. Hindle.